# New Salem (Illinois)
New Salem es una villa situada en el condado de Pike, Illinois, Estados Unidos. Tiene una población estimada, a mediados de 2023, de 118 habitantes.

## Geografía
La localidad está ubicada en las coordenadas 39°42′28″N 90°50′52″O / 39.70778, -90.84778 (39.707644, -90.847859). Según la Oficina del Censo, tiene una superficie de 2.72 km², correspondientes en su totalidad a tierra firme.

## Demografía
Según el censo de 2020, en ese momento había 121 personas residiendo en la localidad. La densidad de población era de 44.49 hab./km². El 98.35% de  los habitantes eran blancos y el 1.65% eran de una mezcla de razas. No había hispanos o latinos viviendo en la zona.